# Cent vint-i-quatre
El nombre 124 (CXXIV) és el nombre natural que segueix el nombre 123 i precedeix el nombre 125.
La seva representació binària és 1111100, la representació octal 174 i l'hexadecimal 7C.
La seva factorització en nombres primers és 2²×31; altres factoritzacions són 1×124 = 2×62 = 4×31; és un nombre 3-gairebé primer: 2 X 2 X 31 = 124. És un nombre d'Erdős-Woods.